# Dating Naked
Dating Naked ist eine Datingshow des US-amerikanischen Fernsehsenders VH1, die wie ihr deutsches Pendant Adam sucht Eva – Gestrandet im Paradies, auf dem vom Produktionsunternehmen Eyeworks entwickelten Format Adam Looking For Eve basiert. In den USA war die Sendung erstmals am 17. Juli 2014 zu sehen. Insgesamt wurden drei Staffeln ausgestrahlt. Für 2023 kündigte Paramount+ eine vierte englischsprachige Staffel an.
Im deutschen Fernsehen war die Serie mit deutschsprachigem Voice-over beim Sender TLC zu sehen.
Am 12. Januar 2023 verkündet der Streamingdienst Paramount+, einen deutschen Ableger zu produzieren. Sendestart war der 31. Januar 2023.

## Episodenliste
| Staffel | Episodennummer | Name            | Erstausstrahlung   |
| ------- | -------------- | --------------- | ------------------ |
| 1       | 1              | Joe & Wee Wee   | 17. Juli 2014      |
| 1       | 2              | Steven & Taryn  | 24. Juli 2014      |
| 1       | 3              | Chuck & Camille | 31. Juli 2014      |
| 1       | 4              | Keegan & Diane  | 31. Juli 2014      |
| 1       | 5              | Mike & Candace  | 7. August 2014     |
| 1       | 6              | Greg & Ashley   | 14. August 2014    |
| 1       | 7              | AJ & Liddy      | 21. August 2014    |
| 1       | 8              | Mike and Moenay | 28. August 2014    |
| 1       | 9              | Sean and Juliet | 4. September 2014  |
| 1       | 10             | The Wedding     | 11. September 2014 |
| 1       | 11             | Lost Episode    | 25. September 2014 |